# Барнетт, Джефф (футболист)
Джеффри Колин Барнетт (16 октября 1946, Нортуич, Чешир — 15 января 2021, Форт-Майерс, Флорида) — английский футболист, игравший на позиции вратаря.

## Биография
Барнетт играл на позиции вратаря за «Эвертон» с 1962 года. В 1965 году он выиграл Молодёжный кубок Англии, победив в финале «Арсенал» со счётом 3:2. Также он представлял сборные Англии на школьном и молодёжном уровне. Однако на протяжении большей части 1960-х годов на позиции вратарей в «Эвертоне» доминировали Гордон Уэст и Энди Рэнкин, поэтому Барнетт довольствовался ролью дублёра. Он сыграл всего десять матчей в лиге за семь сезонов с «ирисками», причём все — за последние три сезона.
В октябре 1969 года «Арсенал» срочно начал искать вратаря после того, как в начале сезона основной голкипер Боб Уилсон сломал руку. Клуб купил Барнетта за 35000 фунтов стерлингов. 4 октября 1969 года он дебютировал в матче против «Ковентри Сити». Барнетт провёл 11 матчей в чемпионате и оставил ворота в неприкосновенности в обоих матчах против «Спортинга» во втором раунде Кубка ярмарок, причём в первом матче он парировал пенальти. Но как только Уилсон оправился от травмы, Барнетт был переведён в резерв, именно Уилсон стоял в воротах в финале Кубка ярмарок.
Барнетт не сыграл ни одного матча за «Арсенал» в сезоне 1970/71, в котором клуб сделал «золотой дубль». Тем не менее после травмы Уилсона в конце сезона 1971/72 он сыграл против «Лидс Юнайтед» в финале кубка Англии 1972 года. «Арсенал» проиграл со счётом 1:0 в матче. Барнетт начал сезон 1972/73, когда Уилсон всё ещё пытался оправиться от травмы. Барнетт сыграл 25 матчей, но Уилсон всегда был основным вратарём, когда был в надлежащей форме.
В феврале 1974 года «Арсенал» подписал Джимми Риммера в качестве долгосрочной замены Уилсона, который завершил карьеру летом. В итоге стало ясно, что Барнетт так и не станет основным вратарём в «Арсенале» на постоянной основе. Тем не менее он остался верен «Арсеналу» и еще два года играл в качестве дублёра Риммера, его последний матч состоялся 13 декабря 1975 года против «Сток Сити» (его единственный матч в сезоне 1975/76). В январе 1976 года он покинул «Арсенал» и присоединился к «Миннесота Кикс» из США. В общей сложности он сыграл 49 матчей за «Арсенал», непосредственно став только финалистом кубка Англии.
Барнетт оставался в Америке в течение нескольких лет, 14 мая 1981 года ненадолго стал тренером «Кикс». При нём команда сыграла 26 матчей, 16 из которых выиграла. Команда была расформирована после сезона NASL 1981 года. Однако он так и не сделал карьеру на тренерском поприще и в конце концов вернулся в Англию. До 2010 года он руководил пабом George & Dragon в деревне Холмс Чапэл, Чешир.
15 января 2021 года он умер в возрасте 74 лет от осложнений, вызванных COVID-19, в Форт-МайерсЕ, Флорида.